# Elisabeth Lenk
Elisabeth Lenk, geborene Stehfen (* 22. Dezember 1937 in Kassel; † 16. Juni 2022 in Berlin), war eine deutsche Literaturwissenschaftlerin und Soziologin.

## Leben und Wirken
Elisabeth Lenk studierte Philosophie, Soziologie und Literaturwissenschaft an der Universität Frankfurt am Main. Sie war eine Schülerin Theodor W. Adornos, der seine Hochachtung dadurch zum Ausdruck brachte, dass er ihr noch vor der Promotion die Einleitung in die Theorie der vier Bewegungen von Charles Fourier anvertraute. 1962 erwarb sie ihr Diplom in Soziologie mit einer Arbeit über Neuromantische Züge im Gesellschaftsbild Georg Simmels. Im selben Jahr hielt sie auf der XVII Delegiertenkonferenz das Grundsatzreferat zur Neugründung des SDS und verließ Frankfurt für Paris, um dort ihre Promotion bei Adorno vorzubereiten. Dort setzte sie ihr Studium vor allem bei Lucien Goldmann und Robert Minder fort, hörte aber auch Roland Barthes, Michel Foucault et al. am Collège de France. Das entscheidende Ereignis aber war die Begegnung mit André Breton und den Surrealisten, gleich nach ihrer Ankunft in Paris. Lenk war seit 1962 Mitglied der groupe surréaliste, bis sie ein Jahr nach Bretons Tod wegen situationistischer Abweichung ausgeschlossen wurde. 1965 verwaltete sie eine Assistenstelle bei Helge Pross, gab sie jedoch nach wenigen Monaten wieder auf. Nach ihrer Promotion war sie Assistentin bei Peter Szondi am Institut für Allgemeine und Vergleichende Literaturwissenschaft der FU Berlin und von 1976 bis zu ihrer Emeritierung 2005 Professorin für Literatursoziologie an der Universität Hannover.
Zu Lenks Arbeitsschwerpunkten gehörten die Literatur und Philosophie des Surrealismus, eine Beschäftigung, die in der 1971 erschienenen Dissertation Der springende Narziss. André Bretons ästhetischer Materialismus. einen ersten Höhepunkt erreichte. In der Folgezeit beschäftigte sich Lenk weiterhin mit den Phänomenen und Problemen einer „Psychopathologie des Normalen“, wie sie sich in der von ihr eingeleiteten und gemeinsam mit Roswitha Kaever herausgegebenen Dokumentation Leben und Wirken des Peter Kürten, genannt der Vampir von Düsseldorf (1974) niedergeschlagen haben. Seit Mitte der neunzehnhundertsiebziger Jahre begann sie damit, die „mimetische Grundstruktur“ im Traum und in der Literatur zu untersuchen, zunächst in literaturwissenschaftlichen Einzelstudien, dann – stärker systematisierend und ihren Gegenstand in anthropologischen, ethnologischen und philosophischen Exkursen überschreitend – in ihrem 1983 publizierten opus magnum Die unbewusste Gesellschaft. Seit Ende der achtziger Jahre wurden Lenks Texte wieder offen politisch, nun allerdings weniger in der Form politischer Glossen wie für die 1976 gegründete feministische Zeitschrift Die Schwarze Botin, als vielmehr in präzisen Abhandlungen wie Warum retten uns die Intellektuellen nicht. Daneben bleiben auch literatursoziologische Analysen Thema. Zum Thema Weiblichkeit und Ästhetik hat Lenk nur wenige Texte geschrieben, aber diese wenigen Texte haben Furore gemacht. Die wichtigsten sind in der 1986 erschienenen Essaysammlung Kritische Phantasie abgedruckt. Nach ihrer Emeritierung befasste Lenk sich unter anderem mit den aus Anlass der Nürnberger Gesetze geschriebenen Jamben von Rudolf Borchardt, die sie 2004 mit einem Nachwort im Suhrkamp Verlag herausgegeben hat. Wie die Soziologin Rita Bischof, mit der sie mehrfach zusammengearbeitet hat, bezieht Lenk sich in ihren Arbeiten neben der Kritischen Theorie immer wieder auf den französischen Philosophen Georges Bataille.

## Schriften (Auswahl)
- Der springende Narziss. André Bretons poetischer Materialismus. Rogner und Bernhard, München 1971, ISBN 978-3-920802-78-7.
- Die unbewußte Gesellschaft. Über die mimetische Grundstruktur in der Literatur und im Traum. Matthes & Seitz, München 1983, ISBN 978-3-88221-221-1.
- Kritische Phantasie. Gesammelte Essays. Matthes & Seitz, München 1986, ISBN 978-3-88221-368-3.
- Ethik des Ästhetischen. Am Beispiel des “acte gratuit”. Vortrag im Kunstmuseum Bern am 26. November 1989. Benteli, Bern 1991. ISBN 978-3-7165-0663-9.
- Elisabeth Lenk, Katharina Kaever (Hrsg.): Peter Kürten, genannt der Vampir von Düsseldorf. Eichborn, Frankfurt am Main 1997, ISBN 978-3-8218-4156-4, Reihe Die Andere Bibliothek.
- Theodor W. Adorno und Elisabeth Lenk: Briefwechsel 1962–1969. Ed. Text und Kritik, München 2001, ISBN 978-3-88377-687-3.
- Nachwort. In: Rudolf Borchardt: Jamben. Hrsg. von Elisabeth Lenk. Suhrkamp, Frankfurt am Main 2004, ISBN 978-3-518-22386-4.